# 浦田涉
浦田涉（1989年8月9日— ），是日本的男性聲優。出生於埼玉縣。血型A型。所屬於Swallow事務所。
舊名為「高橋涉」，原屬於「Kenyu Office」事務所。
2016年5月2日、正式表明自己就是於niconico動畫活動的「浦島坂田船」的成員之一・うらたぬき (Uratanuki) 。

## 人物
粉絲名稱為「こたぬき（子狸）」。肩膀上面的狸貓名字是「山田狸貓（やまだぬき）」，是母性（聲：代永翼）。代表色為綠色。對柑橘類過敏。喜好是拳擊、卡拉OK。特技是在哪裡都能馬上睡著。
過去曾經以本名「高橋涉」進行聲優活動，目前則是以「浦田涉」的名義活躍中。飼養的寵物狗名為「あき（aki）」，是母性，有一支專門記錄牠的Instagram帳號。
うらたぬき這個名字，是由名字的“渉”的發音wataru倒過來變成urataw，然後去掉結尾的字母w後，接上了日文的“狸”一詞而變成了うらたぬき這個名字。
是唱見組合「浦島坂田船」的成員兼團長，每周一會一起播出名為「浦島坂田船的星期一！（浦島坂田船のげつようび！）」的廣播節目 (在Niconico和TwitCasting同時直播，2019年1月增加了YouTube直播，5月開始改成只在TwitCasting和YouTube直播)。

要好的歌手除了浦島坂田船的成員となりの坂田。（あほの坂田）、志麻、センラ（Senra）之外，經常也會和まふまふ、そらる一起投稿遊戲實況影片。

## 演出作品

### 電視動畫
2014年
- 農林（學生）

2016年
- ALL OUT!!（健部知道[4]、新井祐行）
- 早安 ! 咕咕媽（Pimu、Pito）
- DAYS（鳥飼翔）
- 虹色時光（筧）
- 美少女遊戲組合 抓娃娃機少女 第二季（日语：美少女遊戯ユニット クレーンゲールGalaxy）（難波先生、記者・企劃會場觀眾、GAME BOX的客人）

2017年
- 博人傳-火影次世代 （黑山羊賴）
- 你考古嗎？ 第二季（ハリー[5]）
- 不正經的魔術講師與禁忌教典（學生A）
- 帶著智慧型手機闖蕩異世界。（男、士兵）

2019年
- TRY KNIGHTS（片城雪也）
- 浦島坂田船的日常（Uratanuki）

### Netflix系列動畫
- 外見至上主義（日语：外見至上主義）（2022年イ・ジンソン（北原流星））

### 劇場版動畫
2016年
- 星光少男 KING OF PRISM by PrettyRhythm（偶像A）
- 喜歡上你的那瞬間。～告白實行委員會～（男學生B）- 以うらたぬき的名義出演。

2017年
- 星光少男 KING OF PRISM -PRIDE the HERO-（日语：KING OF PRISM -PRIDE the HERO-）（五反田ココロ）

### OVA
2016年
- 虹色時光（筧）※漫畫第13卷動畫DVD同捆版

### 廣播劇CD
- けいさつのおにーさん（日语：けいさつのおにーさん）（穂刈弟）※漫畫第2卷付廣播劇CD限定版[6]
- 空と原（男學生）
- ナジュムの星空（バーリド）
- 何かいいもの見つけた！（高三男子廣播員）
- 春を抱いていた 10（AD）
- ボクラノキセキ（男子高中生2、中學的學長1）

### 遊戲
- [PSP] 極速快感：全民公敵（Interceptor-2）
- [手機] 龍族創世紀 -聖戰之絆-（吸血鬼）
- [手機] CROSS☓BEATS（收錄於『Perfectionism』） - 高橋渉 feat.2d6
- [手機] 萬千回憶（日语：サウザンドメモリーズ）（カイト、サルキス、デール）
- [手機] シチュカレ（病嬌男友 · 夏月）
- [PC] Seven Days 和你渡過的七日間 (紀伊國屋)
- [PC/手機] SIX SICKS（伊奈海音）
- [手機] Sdorica -sunset-（納杰爾=莫里亞克）
- [手機]After Life 心願萬花筒（莫里）
- [手機]東京謎影者（灰園翔平）

### 旁白
- 希望的棒球場 烏干達少年棒球隊（アシャラス、Tonny、科威特少年）
- 決戰時裝伸展台 第11季（Sam Donovan）

### 吹替
- The Missing（Matthew・Webster）
- 拆彈少年（Ernst・Lessner）
- 船長劍齒：寶藏爭奪戰（Pinky）
- 星光殺機（Darren）

### 網路
- 浦島坂田船（うらたぬき）

### DVD
- ｢家裡蹲也想去旅行! vol.2｣〜時空穿越・年紀不小了還變回高中生的我們〜（2017年3月31日、飾演 廣播委員）
- 「浦島坂田船Four the C」特典A 「浦島坂田船No.1の運動王は俺だ!!決定戦」（2017年7月5日）
- ｢浦島坂田船Four the C｣特典A 浦島坂田船的運動王No.1就是我決定戰 （2017年7月5日）
- ｢家裡蹲也想去旅行! vol.3｣ 〜不怕雨不怕風・南之島沖繩篇〜（2017年10月14日、飾演 班員）
- ｢家裡蹲也想去旅行! vol.5｣ 〜家裡蹲們，飛向世界吧!常夏之島，夏威夷旅行編〜(2019年3月28日、飾演 班員）
- 「浦島坂田船v-enus」初回限定盤A 特典DVD-A 「浦島坂田船ファンスポーツをやってみた」（2018年7月4日）
- 「浦島坂田船v-enus」初回限定盤B 特典DVD-B 「浦島坂田船いちの浦島坂田船 想いは俺だ！選手権」（2018年7月4日）
- 「浦島坂田船＄HUFFLE」初回限定盤A 特典DVD-A 「浦島坂田船のキャンプ日和」（2019年6月26日）
- 「浦島坂田船＄HUFFLE」初回限定盤B 特典DVD-B 「浦島坂田船を格付けてみた」（2019年6月26日）
- 「浦島坂田船RAINBOW」初回限定版 特典DVD「懐かしの”TVバラエティ”王決定戦！」（2020年11月25日）
- 「浦島坂田船RAINBOW」あにばーさる特典CDメイキング映像（2020年11月25日）
- 「浦島坂田船L∞VE」初回限定版C 特典DVD「浦島坂田船イチの優等生は誰だ？聖L∞VE学園 抜き打ちテスト！」（2021年7月7日）
- 「浦島坂田船Toni9ht」初回限定版A 特典DVD-A「浦島坂田船ビビリ度チェック！ 〜恐怖の肝試し〜」(2022年7月6日)
- 「浦島坂田船Toni9ht」初回限定版B 特典DVD-B「浦島坂田船でグランピング！ 〜自然と触れ合おう〜」(2022年7月6日)
- 「浦島坂田船Toni9ht」初回限定版C 特典DVD-C「浦島坂田船の休日！ 〜おうちでワイワイするよ〜」(2022年7月6日)
- 「 SHINY」初回限定版［+特典DVD］†Peacock Epoch† MV/†Peacock Epoch† CENTER CAM ver./†Peacock Epoch† MAKING（2023年4月5日）
- 「浦島坂田船のよにんたび。」（2023年4月5日）
- 「浦島坂田船Plusss」初回限定版A（浦島坂田船Ver.）特典DVDご当地ロケキング決定戦!（浦島坂田船ver.）（2023年7月12日）
- 「浦島坂田船Plusss」初回限定版B（うらたぬきVer.）特典DVDご当地ロケキング決定戦!（うらたぬきver.）（2023年7月12日）
- 「浦島坂田船Plusss」初回限定版C（志麻Ver.）特典DVDご当地ロケキング決定戦!（志麻ver.）（2023年7月12日）
- 「浦島坂田船Plusss」初回限定版D（となりの坂田。Ver.）特典DVDご当地ロケキング決定戦!（となりの坂田。ver.）（2023年7月12日）
- 「浦島坂田船Plusss」初回限定版E（センラVer.）特典DVDご当地ロケキング決定戦!（センラver.）（2023年7月12日）

## 音樂作品

### 角色歌曲
| 發售日  | 名稱                                                 | 名義             | 樂曲                                 | 備註                                                    |
| 2017年  | 2017年                                               | 2017年           | 2017年                               | 2017年                                                  |
| ------- | ---------------------------------------------------- | ---------------- | ------------------------------------ | ------------------------------------------------------- |
| 9月27日 | 劇場版KING OF PRISM -PRIDE the HERO- Song&Soundtrack | The shuffle!     | 「恋のロイヤルストレートフラッシュ」 | 劇場動畫『星光少男 KING OF PRISM -PRIDE the HERO-』插曲 |
| 2018年  |                                                      |                  |                                      |                                                         |
| 1月10日 | 俺たちマジ校デストロイ                               | マジ校デストロイ | 「俺たちマジ校デストロイ」           | 『俺たちマジ校デストロイ』關連歌曲                      |

## Live

### 個人演出
| 日期                                                               | 標題                                                  | 公演規模・會場                                                                                                  |
| ------------------------------------------------------------------ | ----------------------------------------------------- | --- |
| 2014年1月25日 2014年1月26日 2014年2月1日                           | ワッフル劇場〜うらたぬきワンマンライブツアー〜        | 大阪府 Namba Rockets 愛知県 栄MUJICA 東京都 吉祥寺CLUB SEATA                                                    |
| 2016年8月8日                                                       | 初めてのHappy!!Birthday!!Live!!〜誕生日明日じゃね？〜 | 東京都 LIQQUID ROOM                                                                                             |
| 2017年8月17日                                                      | Uratanuki Birthday Live〜cute style〜                 | 東京都 TSUTAYA O-EAST                                                                                           |
| 2017年8月17日                                                      | Uratanuki Birthday Live〜cool style〜                 | 東京都 TSUTAYA O-EAST                                                                                           |
| 2018年8月9日 2018年8月11日                                         | Uratanuki Birthday Live〜Greedy World〜               | 東京都 ZeppDiverCity（TOKYO) 大阪府 なんばHatch                                                                 |
| 2019年8月8日 2019年8月9日 2019年8月12日                            | Uratanuki Birthday Live〜Unlimited〜                  | 愛知県 ZeppNagoya 大阪府 ZeppNamba 東京都 ZeppTokyo                                                             |
| 2021年8月9日                                                       | Uratanuki Birthday Online Live〜date〜                | オンラインライブ                                                                                                |
| 2022年8月8日 2022年8月9日 2022年8月28日 2022年8月31日              | Uratanuki Birthday Live〜Love!Love!〜                 | 愛知県 愛知県芸術劇場大ホール 東京都 LINE CUBE SHIBUYA 大阪府 フェニーチェ堺 宮城県 仙台サンプラザホール        |
| 2023年8月4日 2023年8月7日 2023年8月9日 2023年8月17日 2023年8月23日 | Uratanuki Birthday Live 2023〜Flower〜                | 大阪府 Zepp Osaka Bayside 宮城県 SENDAI GIGS 東京都 Zepp Haneda（Tokyo） 福岡県 Zepp Fukuoka 愛知県 Zepp Nagoya |

## 來源和註釋

### 來源
1. ↑  .   [2016-06-27]. （原始内容存档于2016-07-06）.
2. ↑  .   [2016-05-14]. （原始内容存档于2016-06-11）.
3. ↑  . （原始内容存档于2022-10-03）.
4. ↑  . 電視動畫「ALL OUT!! オールアウト」官方網站.   [2016-07-10]. （原始内容存档于2016-08-25）.
5. ↑  . 你考古嗎？. NHK生命大躍進.   [2017-05-09]. （原始内容存档于2017年5月8日）.
6. ↑  . アニメイト.   [2016-06-07]. （原始内容存档于2016-06-07）.
7. ↑  . 音楽ナタリー.   [2017-05-30]. （原始内容存档于2023-11-18）.

## 外部連結
- Swallowe官方網站 浦田わたる個人檔案 （页面存档备份，存于）
- 高橋涉Kenyu Office 檔案紀錄（2016年10月10日紀錄）
- 浦田わたる/うらたぬき♣︎浦島坂田船的X（前Twitter）
- やまだぬきちゃん♣︎うらたぬき的X（前Twitter）
- うらたぬきの歌ってみた （页面存档备份，存于） - ニコニコ動画
- YouTube上的うらたぬきちゃんねる頻道